# Archilestris excellens
Archilestris excellens is een vliegensoort uit de familie van de roofvliegen (Asilidae). De wetenschappelijke naam van de soort werd voor het eerst geldig gepubliceerd in 1914 door Günther Enderlein.